# Синдром болесних зграда
Синдром болесних зграда (акроним SBS од енг sick building syndrome) чини скуп симптома или здравствених сметњи, повезаних са боравком у одређеној згради која је потпуно климатизована. Овај синдром не треба поистовећивати са болестима које се јављају након или у току боравка у зградама са присутним контаминантима у ваздуху (енг. building related Illnesse - brI), јер код оболелих од контаминаната се тачно зна узрок болести (нпр. легионарска болест), а симптоми се брзо повлаче по напуштању зграде.

## Дефиниција
Светска здравствена организација је 1986. године дефинисала синдром болесних зграда као скуп болести изазваних или стимулисаних загађеним ваздухом у затвореним просторима.
Национални одбор за здравље Шведске 2006. године је препоручио, у медицинском часопису Läkartidningen, да се „синдром болесних зграда“ не сме користити као клиничка дијагноза. Након тога све ређе су у истраживањима у употреби изрази као што су „болесне зграде“ и „синдром болесних зграда“.
Међутим, овај концепт остаје жив у популарној култури и користи се за означавање скупа симптома повезаних са лошим инжењерингом куће или радним окружењем. Док се израз „болесна зграда" користи највише у контексту здравља на радном месту.

## Историја
Крајем 1970-тих примећено је да су станари у новоизграђеним објектима, канцеларијама и јавним зградама испољавали неспецифичне симптоме. У медијима су ове симптоме назвали „канцеларијска болест". Израз „синдром болесне зграде" сковала је Светска здравствена организација 1986. године, пошто је проценила да 10-30% новоизграђених канцеларијских зграда на западу има проблема са ваздухом у затвореном простору.
Ране данске и британске студије објавиле су прве симптоме болестих зграда, а студија Шведско удружења за алергологију (СОУ 1989: 76) означила је „болесну зграду“ као узрок епидемијских појава алергије. Следила су 1990-тих опсежна истраживања, у оквиру којих је испитиван утицај различитих физички и хемијски фактора у „болесним зградама“. Како је том приликом указано на значај хемијских супстанци у грађевинском материјалу, многи произвођачи грађевинског материјала активно су радили на контроли хемијског садржаја и замени критичних адитива. Док је индустрија за климатизацију простора заговарала пре свега добро функционисање вентилације. Док су други решење овог проблема тражили у еколошкој изградњи, применом природних материјала и једноставне технике.
Супротстављени ставови
Крајем 1990-их дошло је до повећаног неповерења према концепту „болесне зграде". Једна дисертација објављена на Каролинском институту у Стокхолму 1999. године довела је у питање методологију претходних истраживања, а потом је и данска студија из 2005. године показала недостатке досадашњих истраживања бројним експериментима. Тада је сугерисано да синдром болесне зграде заправо није кохерентан синдром и није болест која се појединачно дијагностикује, већ збирка чак десетак полу повезаних болести.
Синдром болесне градње у судској пракси
Синдром болесне градње направио је брз пут од медија до суднице, где су професионални инжињери и архитекти проглашени окривљенима за појаву овог синдрома, њихове интересе заступали су осигуравачи за професионалну праксу. Поступци су се увек ослањали на вештаке, медицинске и техничке стручњаке, заједно са руководиоцима зграда, извођачима и произвођачима дорада и намештаја, сведочећи о узроку и последицама. Већина тих акција резултовала је закљученим споразумима о нагодби, а ниједан од њих није драматичан. Осигуравачима је била потребна одбрана заснована на стандардима професионалне праксе да би се испунила одлука суда — да у модерној, у суштини затвореној згради, системи за проветравање и климатизацију морају произвести ваздух који је здрав за дисање и људску употребу.
Временом, грађевински материјал се мењао с обзиром на потенцијал емисије. Пушење је нестало и драматична побољшања квалитета амбијенталног ваздуха, заједно са вентилацијом и одржавањем у складу са у међувремену прописаним стандардима, допринело је прихватљивости унутрашњег ваздушног окружења. Само ће временом и судови рећи колико је све до сада учињено исправно или погрешно.

## Епидемиологија
Према изворима Светске здравствене организације на глобалном нивоу тренутно има преко 1,2 милиона пословних зграда (трговачки центри, болнице, библиотеке, школе и др.) са карактеристикама синдром болесних зграда.
Појава здравствених тегоба чешћа је код особа женског пола, средњег и нижег образовног нивоа, код оних који су ниже на хијерархијској лествици у предузећу и оних који су изложени већем стресу на послу, као и код оних са нарушеним имуним системом.
Нека зграда се проглашава „болесном“ ако најмање 20% станара који бораве у њој има неке од симптома из групе синдрома болесних зграда.

## Етиопатогенеза
Превелика разлика између спољашње температуре и температуре у климатизованим простору може изазвати реакцију људског организма сличну оној коју изазива стрес. Стресор је у овом случају температурна разлика на коју организам нема времена да се прилагоди (посебно оне са нарушеном функцијом кардиоваскуларног система). Према томе симптоми се најчешће јављају код особа које бораве у климатизованим зградама, са неадекватном микроклимом која је последица лошег функционисања централне климатизације, али се могу јавити и у природно неадекватно проветраваним зградама, које су због енергетске уштеде, пројектоване са спољним стакленим површинама које херметички затварају унутрашњост, и не дозвољавају ни најмању могућност за природну вентилацију (смањење топлотних губитака).
Врло је тешко установити узрок појаве синдрома болесних зграда, јер се мерењима ретко открива висока концентрације полутанта у ваздуху, а често ни значајно побољшање климатизације не даје очекиване резултате. Вероватно да је ниски нивои различитих полутаната присутних у ваздуху делују синергистички, изазивајући здравствене поремећаје. Међутим не треба искључити и значајне особине личности и други психолошки фактора којима су изложене оболеле особе.

## Клиничке манифестације
Клинички симптоми су:
- привремени,
- обично неодређени,
- неспецифични,
- дуго не изазивају већу забринутост оболелих.

Број симптома у оквиру синдрома је различит, а и различит је и њихов интензитета и начин испољавања. Најчешће тегобе су:
- суво грло,
- главобоља,
- свраб коже,
- надражај носне слузокоже,
- раздражљивост,
- малаксалост,
- смањена концентрација,
- вртоглавице,
- умор,
- болови у мишићима...

## Превенција
Синдром болесних зграда може се спречити правилним пројектовањем, изградњом и одржавањем пословних и стамбених зграда, као и редовним систематским прегледима свих запослених како би се на време уочила појава овог синдрома.
Нека од решења овог проблема су:
- правилан начин организовања рада, без екстремних напрезања у поједином делу дана,
- неговања пријатне радне атмосфере, између свих корисника зграде,
- да се поред свакодневних обавеза нађе времена да се један део дана проведе ван канцеларија и станова, у природи,
- повремено бављење било којим спортом.[13]